# 61e cérémonie des Primetime Emmy Awards
La 61e cérémonie des Primetime Emmy Awards, organisée par l'Academy of Television Arts and Sciences et récompensant les séries télévisées diffusées au cours de la saison 2008-2009, s'est déroulée le 20 septembre 2009 au Nokia Theater de Los Angeles.

## Cérémonie
Présentée par Neil Patrick Harris et retransmise par le réseau de télévision américain CBS, elle a rassemblé 13,3 millions de téléspectateurs, soit 1,1 million de plus que l'année précédente.[réf. nécessaire] Les nominations avaient été annoncées le 16 juillet 2009  au cours d'une conférence de  presse.
La remise des Creative Arts Emmys, récompensant les meilleurs techniciens, a quant à elle été présentée par Kathy Griffin et diffusée par E!.
Trois autres cérémonies sont organisées parallèlement par l'Académie : les Daytime Emmy Awards, les Sports Emmy Awards et les International Emmy Awards.

## Palmarès
Note : Les lauréats sont indiqués ci-dessous en premier de chaque catégorie et en gras. Le symbole « ♕ » rappelle le gagnant de l'année précédente (dans le cas d'une nouvelle nomination).

### Séries dramatiques
- Meilleure série dramatique
  - Mad Men (AMC) ♕
    - Big Love (HBO)
    - Breaking Bad (AMC)
    - Damages (FX)
    - Dexter (Showtime)
    - Dr House (House) (Fox)
    - Lost : Les Disparus (Lost) (ABC)
- Meilleur acteur dans une série dramatique
  - Bryan Cranston pour le rôle de Walter White dans Breaking Bad ♕
    - Simon Baker pour le rôle de Patrick Jane dans Mentalist (The Mentalist)
    - Gabriel Byrne pour le rôle du Dr Paul Weston dans En analyse (In Treatment)
    - Michael C. Hall pour le rôle de Dexter Morgan dans Dexter
    - Jon Hamm pour le rôle de Don Draper dans Mad Men
    - Hugh Laurie pour le rôle du Dr Gregory House dans Dr House (House)
- Meilleure actrice dans une série dramatique 
  - Glenn Close pour le rôle de Patricia "Patty" Hewes dans Damages ♕
    - Sally Field pour le rôle de Nora Walker dans Brothers and Sisters
    - Mariska Hargitay pour le rôle d'Olivia Benson dans New York, unité spéciale (Law & Order: Special Victims Unit)
    - Holly Hunter pour le rôle de Grace Hanadarko dans Saving Grace
    - Elisabeth Moss pour le rôle de Peggy Olson dans Mad Men
    - Kyra Sedgwick pour le rôle de Brenda Leigh Johnson dans The Closer : L.A. enquêtes prioritaires (The Closer)
- Meilleur acteur dans un second rôle dans une série dramatique
  - Michael Emerson pour le rôle de Benjamin Linus  dans Lost : Les Disparus (Lost)
    - Christian Clemenson pour le rôle de Jerry Espenson  dans Boston Justice (Boston Legal)
    - William Hurt pour le rôle de Daniel Purcell dans Damages
    - Aaron Paul pour le rôle de Jesse Pinkman dans Breaking Bad
    - William Shatner pour le rôle de Denny Crane dans Boston Justice (Boston Legal)
    - John Slattery pour le rôle de Roger Sterling dans Mad Men
- Meilleure actrice dans un second rôle dans une série dramatique
  - Cherry Jones pour le rôle du Président Allison Taylor dans 24 heures chrono (24)
    - Rose Byrne pour le rôle d'Ellen Parsons dans Damages
    - Hope Davis pour le rôle de Mia dans En analyse (In Treatment)
    - Sandra Oh pour le rôle du Dr Cristina Yang dans Grey's Anatomy
    - Dianne Wiest pour le rôle de Gina dans En analyse (In Treatment) ♕
    - Chandra Wilson pour le rôle du Dr Miranda Bailey dans Grey's Anatomy
- Meilleur acteur invité dans une série dramatique
  - Michael J. Fox pour le rôle de Dwight dans l'épisode Sheila de Rescue Me : Les Héros du 11 septembre (Rescue Me)
    - Edward Asner pour le rôle d'Abraham Klein dans l'épisode Yahrzeit de Les Experts : Manhattan (CSI: NY)
    - Ernest Borgnine pour le rôle de Paul Manning dans l'épisode And in the End de Urgences (ER)
    - Ted Danson pour le rôle d'Arthur Frobisher dans l'épisode They Had to Tweeze That Out of My Kidney de Damages
    - Jimmy Smits pour le rôle de Miguel Prado dans l'épisode Go Your Own Way de Dexter
- Meilleure actrice invitée dans une série dramatique
  - Ellen Burstyn pour le rôle de Bernardette Stabler dans l'épisode Swing de New York, unité spéciale (Law & Order: Special Victims Unit)
    - Brenda Blethyn de pour le rôle de Linnie Malcolm/Caroline Cantwell dans l'épisode Persona de New York, unité spéciale (Law & Order: Special Victims Unit)
    - Carol Burnett pour le rôle de Bridget "Birdie" Sulloway dans l'épisode Ballerina de New York, unité spéciale (Law & Order: Special Victims Unit)
    - Sharon Lawrence pour le rôle de Robbie Stevens dans l'épisode No Good At Saying Sorry (One More Chance) de Grey's Anatomy
    - CCH Pounder pour le rôle de Mrs. Curtin dans l'épisode The Boy With The African Heart de L'Agence N°1 des dames détectives (The No. 1 Ladies' Detective Agency)
- Meilleure réalisation pour une série dramatique
  - Urgences (ER) – Rod Holcomb pour l'épisode And in the End
    - Mad Men – Phil Abraham pour l'épisode The Jet Set
    - Boston Justice (Boston Legal) – Bill D'Elia pour l'épisode Made In China / Last Call
    - Damages – Todd A. Kessler pour l'épisode Trust Me
    - Battlestar Galactica – Michael Rymer pour l'épisode Daybreak Part 2
- Meilleur scénario pour une série dramatique
  - Mad Men – Kater Gordon et Matthew Weiner pour l'épisode Meditations in an Emergency
    - Lost : Les Disparus (Lost) – Carlton Cuse et Damon Lindelof pour l'épisode The Incident
    - Mad Men – Andre Jacquemetton, Maria Jacquemetton et Matthew Weiner pour l'épisode Six Month Leave
    - Mad Men – Robin Veith et Matthew Weiner pour l'épisode A Night to Remember
    - Mad Men – Matthew Weiner pour l'épisode The Jet Set

### Séries comiques
- Meilleure série comique
  - 30 Rock (NBC) ♕
    - Entourage (HBO)
    - Les Griffin (Family Guy) (Fox)
    - Flight of the Conchords (HBO)
    - How I Met Your Mother (CBS)
    - The Office (NBC)
    - Weeds (Showtime)
- Meilleur acteur dans une série comique
  - Alec Baldwin pour le rôle de Jack Donaghy dans 30 Rock ♕
    - Steve Carell pour le rôle de Michael Scott dans The Office
    - Jemaine Clement pour le rôle de Jemaine dans Flight of the Conchords
    - Jim Parsons pour le rôle de Sheldon Cooper dans The Big Bang Theory
    - Tony Shalhoub pour le rôle d'Adrian Monk dans Monk
    - Charlie Sheen pour le rôle de Charlie Harper dans Mon oncle Charlie (Two and a Half Men)
- Meilleure actrice dans une série comique
  - Toni Collette pour le rôle de Tara Gregson/Alice/Buck/T dans United States of Tara
    - Christina Applegate pour le rôle de Samantha "Sam" Newly dans Samantha qui ? (Samantha Who?)
    - Tina Fey pour le rôle de Liz Lemon dans 30 Rock ♕
    - Julia Louis-Dreyfus pour le rôle de Christine Campbell dans Old Christine (The New Adventures of Old Christine)
    - Mary-Louise Parker pour le rôle de Nancy Botwin dans Weeds
    - Sarah Silverman pour le rôle de Sarah Silverman dans The Sarah Silverman Program
- Meilleur acteur dans un second rôle dans une série comique
  - Jon Cryer pour le rôle d'Alan Harper dans Mon oncle Charlie (Two and a Half Men)
    - Kevin Dillon pour le rôle de Johnny "Drama" Chase dans Entourage
    - Neil Patrick Harris pour le rôle de Barney Stinson dans How I Met Your Mother
    - Jack McBrayer pour le rôle de Kenneth Parcell  dans 30 Rock
    - Tracy Morgan pour le rôle de Tracy Jordan  dans 30 Rock
    - Rainn Wilson pour le rôle de Dwight Schrute  dans The Office
- Meilleure actrice dans un second rôle dans une série comique
  - Kristin Chenoweth  pour le rôle d'Olive Snook dans Pushing Daisies
    - Jane Krakowski pour le rôle de Jenna Maroney dans 30 Rock
    - Elizabeth Perkins pour le rôle de Celia Hodes dans Weeds
    - Amy Poehler pour plusieurs personnages dans Saturday Night Live
    - Kristen Wiig pour plusieurs personnages dans Saturday Night Live
    - Vanessa L. Williams pour le rôle de Wilhelmina Slater dans Ugly Betty
- Meilleur acteur invité dans une série comique
  - Justin Timberlake pour le rôle de l'hôte dans Saturday Night Live
    - Alan Alda pour le rôle de Milton Greene dans l'épisode Mamma Mia de 30 Rock
    - Beau Bridges pour le rôle d'Eli Scruggs dans l'épisode The Best Thing That Ever Could Have Happened de Desperate Housewives
    - Jon Hamm pour le rôle du Dr Drew Baird dans l'épisode The Bubble de 30 Rock
    - Steve Martin pour le rôle de Gavin Volure dans l'épisode Gavin Volure de 30 Rock
- Meilleure actrice invitée dans une série comique
  - Tina Fey pour le rôle de Sarah Palin dans l'épisode Presidential Bash 2008 de Saturday Night Live
    - Jennifer Aniston pour le rôle de Claire dans l'épisode The One With The Cast Of 'Night Court de 30 Rock
    - Christine Baranski pour le rôle de Beverly Hofstadter dans l'épisode The Maternal Capacitance de The Big Bang Theory
    - Gena Rowlands pour le rôle de Marge dans l'épisode Mr. Monk And The Lady Next Door de Monk
    - Elaine Stritch pour le rôle de Colleen Donaghy dans l'épisode Christmas Special de 30 Rock
    - Betty White pour le rôle de Crazy Witch Lady dans l'épisode Witch Lady de Earl (My Name Is Earl)
- Meilleure réalisation pour une série comique
  - The Office – Jeffrey Blitz pour l'épisode Stress Relief
    - 30 Rock – Todd Holland pour l'épisode Generalissimo
    - 30 Rock – Beth McCarthy-Miller pour l'épisode Reunion
    - 30 Rock – Millicent Shelton pour l'épisode Apollo, Apollo
    - Flight of the Conchords – James Bobin pour l'épisode The Tough Brets
    - Entourage – Julian Farino pour l'épisode Tree Trippers
- Meilleur scénario pour une série comique
  - 30 Rock – Matt Hubbard pour l'épisode Reunion
    - 30 Rock – Jack Burditt et Robert Carlock pour l'épisode Kidney Now!
    - 30 Rock – Robert Carlock pour l'épisode Apollo, Apollo
    - 30 Rock – Ron Weiner pour l'épisode Mamma Mia
    - Flight of the Conchords – James Bobin, Jemaine Clement et Bret McKenzie pour l'épisode Prime Minister

### Mini-séries et téléfilms
- Meilleure mini-série
  - La Petite Dorrit (Little Dorrit) (PBS)
    - Generation Kill (HBO)
- Meilleur téléfilm
  - Grey Gardens (HBO)
    - Coco Chanel (Lifetime)
    - Into the Storm (HBO)
    - Bobby, seul contre tous (Prayers for Bobby) (Lifetime)
    - Taking Chance (HBO)
- Meilleur acteur dans une mini-série ou un téléfilm
  - Brendan Gleeson pour le rôle de Winston Churchill dans Into the Storm
    - Kevin Bacon pour le rôle du Lieutenant Colonel Michael Strobl dans Taking Chance
    - Kenneth Branagh pour le rôle de Kurt Wallander dans Les Enquêtes de l'inspecteur Wallander (Wallander: One Step Behind)
    - Kevin Kline pour le rôle de Cyrano de Bergerac dans Cyrano de Bergerac
    - Ian McKellen pour le rôle de King Lear dans Le Roi Lear (King Lear)
    - Kiefer Sutherland pour le rôle de Jack Bauer dans 24: Redemption
- Meilleure actrice dans une mini-série ou un téléfilm
  - Jessica Lange pour le rôle de Edith Ewing Bouvier Beale dans Grey Gardens
    - Drew Barrymore pour le rôle de Edith Bouvier Beale dans Grey Gardens
    - Shirley MacLaine pour le rôle de Coco Chanel dans Coco Chanel
    - Sigourney Weaver pour le rôle de Mary Griffith dans Bobby, seul contre tous (Prayers  for  Bobby)
    - Chandra Wilson pour le rôle de Yvonne dans Accidental Friendship
- Meilleur acteur dans un second rôle dans une mini-série ou un téléfilm
  - Ken Howard pour le rôle de Phelan Beale  dans Grey Gardens
    - Len Cariou pour le rôle de Franklin D. Roosevelt dans Into The Storm
    - Tom Courtenay pour le rôle de Mr. Dorrit dans La Petite Dorrit (Little Dorrit)
    - Andy Serkis pour le rôle de Rigaud dans La Petite Dorrit (Little Dorrit)
    - Bob Newhart pour le rôle de Judson dans The Librarian: Curse of the Judas Chalice
- Meilleure actrice dans un second rôle dans une mini-série ou un téléfilm
  - Shohreh Aghdashloo pour le rôle de Sajida dans House of Saddam
    - Marcia Gay Harden pour le rôle de Janina dans The Courageous Heart Of Irena Sendler
    - Janet McTeer pour le rôle de Clementine Churchill dans Into The Storm
    - Jeanne Tripplehorn pour le rôle de Jackie O. dans Grey Gardens
    - Cicely Tyson pour le rôle de Pearl dans Relative Stranger
- Meilleure réalisation pour une mini-série ou un téléfilm
  - La Petite Dorrit (Little Dorrit) – Dearbhla Walsh
    - Taking Chance – Ross Katz
    - Les Enquêtes de l'inspecteur Wallander (Wallander: One Step Behind) (PBS) – Philip Martin
    - Into the Storm – Thaddeus O'Sullivan
    - Grey Gardens – Michael Sucsy
    - Generation Kill – Susanna White pour l'épisode Bomb in the Garden
- Meilleur scénario pour une mini-série ou un téléfilm
  - La Petite Dorrit (Little Dorrit) – Andrew Davies
    - Generation Kill – David Simon pour l'épisode Bomb in the Garden
    - Grey Gardens – Michael Sucsy et Patricia Rozema
    - Taking Chance – Michael Strobl et Ross Katz
    - Into the Storm – Hugh Whitemore

### Émissions de variétés, musicales ou comiques
- Meilleure série de variété, musicale ou comique[1]
  - The Kennedy Center Honors (CBS)
    - Chris Rock: Kill the Messenger  (HBO)
    - Kathy Griffin: She'll Cut a Bitch (Bravo)
    - Ricky Gervais: Out of England (HBO)
    - You're Welcome America: A Final Night with George W. Bush  (HBO)
- Meilleur programme de variété, musical ou comique
  - The Daily Show with Jon Stewart (Comedy Central) ♕
    - The Colbert Report (Comedy Central)
    - Late Show with David Letterman (CBS)
    - Real Time with Bill Maher (HBO)
    - Saturday Night Live (NBC)
- Meilleure réalisation pour une série de variété, musicale ou comique
  - Pekin 2008 : XXIXe jeux olympiques – Bucky Gunts
    - 81e cérémonie des Oscars – Roger Goodman
    - Super Bowl XLIII – Don Mischer
    - The Neighborhood Ball: An Inauguration Celebration – Glenn Weiss
    - You're Welcome America: A Last Night with George W. Bush – Marty Callner
- Meilleure réalisation pour un programme de variété, musical ou comique
  - American Idol (3e finale) – Bruce Gowers
    - Late Show with David Letterman – Jerry Foley
    - Real Time with Bill Maher – Hal Grant
    - Saturday Night Live – Don Roy King
    - The Colbert Report – Jim Hoskinson
    - The Daily Show with Jon Stewart (Comedy Central) – Chuck O'Neil
- Meilleur scénario pour une série de variété, musicale ou comique
  - Chris Rock: Kill the Messenger – Chris Rock
    - 81e cérémonie des Oscars
    - Louis C.K.: Chewed Up – Louis C.K.
    - You're Welcome America: A Last Night with George W. Bush – Will Ferrell
    - Ricky Gervais: Out of England – Ricky Gervais
- Meilleur scénario pour un programme de variété, musical ou comique
  - The Daily Show with Jon Stewart – Steve Bodow
    - Late Night with Conan O'Brien – Mike Sweeney
    - Late Show with David Letterman – Eric Stangel
    - Saturday Night Live – Seth Meyers
    - The Colbert Report – Tom Purcell

### Autres catégories
- Meilleure émission de télé-réalité
  - Intervention
    - Antiques Roadshow
    - Dirty Jobs
    - Dog Whisperer with Cesar Millan
    - Kathy Griffin: My Life on the D-List
    - MythBusters
- Meilleur jeu de télé-réalité[2]
  - The Amazing Race ♕
    - American Idol
    - Dancing with the Stars
    - Projet haute couture
    - Top Chef
- Meilleur présentateur d'une émission de télé-réalité
  - Jeff Probst pour Survivor
    - Tom Bergeron pour Dancing with the Stars
    - Phil Keoghan pour The Amazing Race
    - Heidi Klum pour Projet haute couture
    - Padma Lakshmi et Tom Colicchio pour Top Chef
    - Ryan Seacrest pour American Idol